# Зимове (яйце Фаберже)
Імператорське великоднє яйце «Зимове» — ювелірний виріб фірми Карла Фаберже, виготовлений на замовлення російського імператора Миколи II у 1913 році. Найдорожче із яєць, оплачених Романовими. Було подароване імператором дружині Марії Федорівні.
У 2002 році Зимове яйце було продане на аукціоні Christie's за 9,6 мільйонів доларів США.

## Дизайн
Яйце і підставка виготовлені із гірського кришталю. Підставка має форму льодової брили, що плавиться; по ній збігають струмки із діамантів в платиновій оправі. Яйце тримається вертикально на підставці на штифті і може зніматися.

### Сюрприз
Сюрпризом яйця є плетений кошик з весняними квітами. Кошик виконаний з платинини і прикрашений рожевими діамантами, в ньому букет з лісових анемонів розміщений у моху з ниток золота. Кожна квітка реалістично вирізьблена з цільного білого кварцу, стебла й тичинки виконані з золотого дроту, листя вишукано вирізьблене з нефриту, серединки квітів — з зеленого кварцу. Деякі квітки відкриті наполовину. На підставці кошику вигравіруване клеймо «FABERGÉ 1913».